# پادشاهی غنا
امپراتوری غنا یک امپراتوری آفریقایی در اوایل قرون وسطی بود که با سلسله طولانی سلسله‌ها بر جنوب شرقی موریتانی و مالی غربی و همچنین بخشی از سنگال امروزی از سال ۱۰۰ تا ۱۲۳۸ پس از میلاد حکومت می‌کردند. مرکز حکومت امپراتوری غنا در شهر سابق کامبی صالح قرار داشت. در آغاز، دین آنها، آنیمیسم بومی، خدایی کردن نیاکان و فرمانروایان مشهور بود. این قلمرو بین قرن‌های ۷ و ۱۰ به اوج خود رسید، در همان زمان بین قرن‌های ۸ و ۱۳ به آرامی توسط اسلام روشن شد، اما این خبر از سقوط امپراتوری داد زیرا امپراتوری آلموراوید شمال آفریقا با بسیاری از عشایر فرصت طلب متحد شد. از صحرا حتی در ایالت‌های سیاه رگه‌های جنوبی تحت کنترل غنا، بوی خون به مشام می‌رسید. گفته می‌شود که این افراد به کل امپراتوری غنا حسادت می‌کنند. بسیاری از این مدعیان قدرت با کنترل ظالمانه هزاره غنا بر سیستم مالیاتی، تجارت طلا و نمک، جسورتر شدند. قبل از جذب امپراتوری‌های غنا در امپراتوری اسلامی معروف به مالی، قلمرو مستقیم غنا شکسته شد و در نهایت به دولت شهرها، پادشاهی‌ها، شهرک‌ها و مانند آن تبدیل شد و به پوسته ای از قدرت باستانی تبدیل شد.